# Monty Python's Flying Circus
Monty Python's Flying Circus és una sèrie de televisió britànica creada i protagonitzada pel grup d'humoristes Monty Python. Consta de quatre temporades, amb un total de 45 capítols. Aquesta sèrie es basava en esquetxos breus que en moltes ocasions incloïen una important càrrega de crítica social, alhora que la majoria fregaven l'absurd total. El primer episodi va ser emès el 5 d'octubre de 1969 per la BBC i la sèrie va seguir en antena fins a 1974. Ha estat reemesa en multitud d'ocasions a diferents països.
El programa  va ser escrit i protagonitzat per John Cleese, Terry Gilliam, Eric Idle, Terry Jones, Michael Palin i Graham Chapman i es va convertir ràpidament en una referència de la sàtira, ja que va revolucionar l'humor i va esdevenir una font d'inspiració i d'humor d'alta volada. Els Pythons interpreten la majoria dels personatges de la sèrie, juntament amb els membres del repartiment de suport, com ara Carol Cleveland (coneguda per l'equip com la "Seventh Python"), Connie Booth (la primera esposa de Cleese), el productor de la sèrie Ian MacNaughton, Ian Davidson, el músic Neil Innes, i Fred Tomlinson i els Fred Tomlinson Singers per als números musicals.
Els títols d'inici de la sèrie tenien com a tema musical la marxa de John Philip Sousa »The Liberty Bell» publicada per primer cop el 1893.

## Personatges recurrents
Els capítols de la sèrie no seguien una història lineal i coherent, sinó que es componia simplement d'esquetxos. Malgrat això, hi havia diversos personatges que es repetien.
- Arthur Pewtey (Palin), un home extremadament avorrit i socialment inepte. Sol aparèixer com una figura d'autoritat, que és una paròdia de la classe alta dirigent britànica.
- El reverend Arthur Belling (Chapman i Palin) és un vicari de comportament excèntric. Fa una crida als bojos per a conduir-los a una bogeria sana.
- El nàufrag (Palin) apareix sempre amb una llarga barba i roba descurada. Fa la seva aparició a llocs més estranys i sempre diu «és...» per a ser tallat i donar pas als títols de crèdit animats de Terry Gilliam.
- El locutor de la BBC (Cleese). Està sempre assegut darrere d'un escriptori i vestit amb un smoking. La seva única frase és «I ara una cosa completament diferent». Amb el temps la frase va esdevenir la més coneguda del grup i va donar nom al primer llargmetratge..
- Els Gumbys (tot el grup) són uns ximples vestits tots de manera idèntica; botes altes, pantalons de tirants, bigoti de raspall i un mocador al cap. Solen mantenir els braços en posició simiesca i parlant alt i síl·laba per síl·laba. Son una paròdia del típic anglès de classe obrera.
- El cavaller amb un pollastre cru (Gilliam) que colpeja les persones al cap quan diuen una cosa especialment absurda.
- L'organista nu (Gilliam i Jones) apareix en seqüències de pocs segons.

## Gags
El Ministeri de Passes Absurdes, la Inquisició espanyola (Palin, Gilliam i Jones) o Spam són tres títols de grans 'gags' de la història de la televisió, relligats per un humor surrealista, de la sèrie humorística The Flying Circus de la BBC.
El Ministeri de Passes Absurdes apareix al primer episodi de la segona temporada, titulat "Dinsdale!" del 1970. L'esquetx el protagonitza John Cleese i  inerpreta un funcionari amb barret de bombí d'un ministeri britànic fictici que s'encarrega de desenvolupar passes absurdes amb subvencions. És l manera de caminar, més que no pas els diàlegs, el que ha donat fama a aquest esquetx.
La famosa frase «Ningú espera la Inquisició espanyola» és un altre gag conegudíssim de la segona temporada, episodi 2, del setembre 1970. A la pantalla surt una àvia entranyable i la seva jove assegudes en un sofà mentre miren fotografies antigues. L’àvia diu: «Mira, aquest és l’oncle Ted davant de casa»; la jove, avorrida, la mira i l’estripa. L'acció es repeteix sis cops més fins que l’àvia afirma: «I aquí hi ha la Inquisició Espanyola amagada darrere el sofà». La jove, ara encuriosida, respon: «Oh, I didn’t expect the Spanish Inquisition» (no m’esperava la Inquisició Espanyola). De sobte, irrompen a l’habitació tres cardenals de la Inquisició vestits amb túnica vermella de cap a peus. El primer cardenal crida: «Nobody expects the Spanish Inquisition» (ningú no s’espera la Inquisició Espanyola). Més enllà del surrealisme propi del grup, és una crítica sarcàstica als mètodes i a la mateixa existència del Tribunal Eclesiàstic del Sant Ofici. Tradicionalment, la frase «I didn’t expect the Spanish Inquisition» s’utilitza als països anglosaxons per indicar que algú se sent violentat amb preguntes seguides i incòmodes per part de l’altre persona amb qui parla. És l'equivalent a «fer un tercer grau» o «sotmetre a un tercer grau» i similars. Al Regne Unit s’ha convertit en una frase feta humorística amb un primer significat que implica el fet que la majoria d’interrogats i torturats per la Inquisició espanyola no eren culpables de res; per tant, quan la Inquisició entra de sobte ningú no els esperava. El segon significat implícit del clixé, és que, tot i saber que la Inquisició mai no té raó, hi és sempre: està amagada i pot aparèixer en qualsevol moment.
El mot spam que designa el correu brossa prové d'un famós gag del Monty Python’s Flying Circus. En primer lloc, Spam era una marca de carn enllaunada que va fer famosa perquè no paraven de repetir el mot ‘spam’. És un exemple d’humor absurd britànic: mentre un client intenta d’esmorzar en un restaurant, la cambrera li recita una carta on hi ha carn enllaunada ‘spam’ a tots els plats. Fins i tot, hi intervenen una colla de vikings que canten ‘Spam, lovely Spam, wonderful Spam’ cada dos per tres. A partir d'aquí va començar a associar-se el mot amb una cosa que no parava de repetir-se, i finalment va passar a aplicar-se al correu electrònic no sol·licitat, o correu brossa.

## Innovacions
Monty Python’s Flying Circus va suposar una revolució important dins del món de la comèdia i la televisió per diversos motius.
En primer lloc, cal destacar que la sèrie va trencar la concepció contemporània de les sèries televisives de comèdia. Tot i que els programes d'esquetxos no eren una innovació, Monty Python’s Flying Circus jugava tant amb el seu format clàssic com amb les expectatives que tenia el públic d’aquest tipus de contingut d’una manera mai vista.
En tots els capítols, sovint es trenca la quarta paret, apareixen personatges que interrompen els esquetxos, l’escena de crèdits apareix en moments aleatoris del capítol (o no apareix), es fan transicions a sketxos nous en moments inesperats, s'utilitzen animacions combinades amb escenes reals, etc. La sèrie desconstrueix constantment el mitjà en el qual es transmet, jugant amb les normes clàssiques de la televisió.
Aquest fet aportava un cert surrealisme que també és visible en el contingut de la sèrie. El grup mesclava el clàssic humor britànic amb escenes absurdes, surrealistes o satíriques, allunyant-se completament del tipus d’humor d'altres programes del moment com The Frost Report. A més rebutjava sovint l’ús del punchline.
D’altra banda, tot i tenir molt presents elements de crítica social, els seus sketchs no feien referència directa a esdeveniments reals concrets, com era recurrent en altres programes. És a dir, la crítica i la burla es feien envers actituds de la població o normes de la societat més que no pas fets polítics o socials específics. Això s’aconseguia a través de personatges arquetípics que representaven grups socials i no individus concrets. Aquesta és una de les característiques que ha permès que continuï sent rellevant avui en dia.

## Temporades
| Temporada | Temporada | Episodis | Episodis | Dates d’emissió        | Dates d’emissió        |
| Temporada | Temporada | Episodis | Episodis | Primera emissió        | Última emissió         |
| --------- | --------- | -------- | -------- | ---------------------- | ---------------------- |
|           | 1         | 13       | 13       | 5 de maig de 1969      | 11 de gener de 1970    |
|           | 2         | 13       | 13       | 15 de setembre de 1970 | 22 de desembre de 1970 |
|           | 3         | 13       | 13       | 19 d'octubre de 1972   | 18 de gener de 1973    |
|           | 4         | 2        | 2        | 3 de gener de 1972     | 18 de desembre de 1972 |
|           | 5         | 6        | 6        | 31 d'octubre de 1974   | 5 de desembre de 1974  |

## Premis i distincions
| Any  | Premi                                       | Categoria                                   | Nominat(s)                                                                 | Resultat  |
| ---- | ------------------------------------------- | ------------------------------------------- | -------------------------------------------------------------------------- | --------- |
| 1970 | Premis BAFTA de televisió                   | Premi Especial                              | Monty Python's Flying Circus Per la producció, redacció i representacions. | Guanyador |
| 1970 | Premis BAFTA de televisió                   | Premi Especial                              | Terry Gilliam Pels gràfics.                                                | Guanyador |
| 1970 | Premis BAFTA de televisió                   | Millor entreteniment lleuger                | John Howard Davies Ian MacNaughton                                         | Nominat   |
| 1970 | Premis BAFTA de televisió                   | Millor personalitat d'entreteniment lleuger | John Cleese                                                                | Nominat   |
| 1970 | Premis BAFTA de televisió                   | Millor guió                                 | Equip de guionistes                                                        | Nominat   |
| 1971 | Premis BAFTA de televisió                   | Millor actuació d'entreteniment lleuger     | John Cleese                                                                | Nominat   |
| 1971 | Premis BAFTA de televisió                   | Millor producció d'entreteniment lleuger    | Ian MacNaughton                                                            | Nominat   |
| 1973 | Premis BAFTA de televisió                   | Millor actuació d'entreteniment lleuger     | Monty Python                                                               | Nominat   |
| 1973 | Premis BAFTA de televisió                   | Millor programa d'entreteniment lleuger     | Ian MacNaughton                                                            | Guanyador |
| 1975 | Premis BAFTA de televisió                   | Millor programa d'entreteniment lleuger     | Ian MacNaughton                                                            | Nominat   |
| 2008 | Online Film & Television Association Awards | OFTA TV Hall of Fame                        | Monty Python's Flying Circus                                               | Guanyador |

A una llista del British Film Institute per a determinar les millors sèries de televisió britàniques de tots els temps elaborat per professionals de la indústria, el Monty Python's Flying Circus va ser col·locat en cinquè lloc. A la llista dels 50 millors esquetxos britànics del Channel 4 van aparèixer cinc dels Monty Python.
- #2 – Dead Parrot
- #12 – The Spanish Inquisition
- #15 – Ministry of Silly Walks
- #31 – Nudge Nudge
- #49 – The Lumberjack Song

La sèrie va quedar en cinquè lloc en la llista de la TV BFI 100, elaborat pel British Film Institute en 2000, i votat pels professionals del sector. La revista Time va incloure la sèrie en la seva llista 2007 dels 100 Best TV Shows of All Time.

## Llegat
Després d'aquesta sèrie, el grup Monty Python ha fet pel·lícules i obres teatrals. En informàtica, els termes spam i el llenguatge de programació Python deriven d'aquesta sèrie. El 2013, Gran Bretanya ha elaborat un nou examen de ciutadania, que inclou nombroses qüestions relatives a la cultura popular, incloent preguntes sobre Shakespeare, Stonehenge o els propis Monty Python.

## Components del grup
- Eric Idle
- Michael Palin
- John Cleese
- Terry Gilliam
- Terry Jones
- Graham Chapman